# Medismos
Als Medismos bezeichneten die Griechen während der Antike die freiwillige Kollaboration einzelner Griechen oder griechischer Städte mit den als Feinden angesehenen Persern. Sie bezeichneten dies als Medismos, weil die Griechen die Perser auch Meder nannten.

## Historischer Hintergrund
Im 5. Jahrhundert vor Christus war Griechenland in zahlreiche Stadtstaaten (poleis) zersplittert. So schien das riesige Perserreich leichtes Spiel zu haben, als es versuchte Griechenland zu erobern. Die Griechen konnten jedoch in den sogenannten Perserkriegen zwei Angriffe der Perser abwehren. Von da an betrachteten viele Griechen die Perser als gemeinsamen Feind aller Griechen und jede Zusammenarbeit mit ihnen als Verrat. Für diese Art von Verrat hatten sie sogar eine eigene Bezeichnung: Medismos.

## Bestrafung
Medismos galt als verwerflicher als andere Arten von Verrat (griechisch: prodosía), zum Beispiel der Verrat der Heimatstadt an eine andere griechische Stadt, denn hier waren gesamtgriechische Interessen im Spiel. Trotzdem waren die Strafen für beide Arten von Verrat gleich. Athen beispielsweise bestrafte Verrat mit Verbannung oder Tod, Beschlagnahmung aller Güter und einem Begräbnisverbot in Athen.

## Beispiele
Als Medismos galten:
- die aktive politische Zusammenarbeit mit den Persern,
- aber auch schon die Übernahme persischer Sitten und Gebräuche
- oder eines als orientalisch angesehenen, luxuriösen Lebensstils.

Alle diese Dinge wurden beispielsweise dem spartanischen Regenten Pausanias vorgeworfen.